# Кантанагар
Кантанагар, известен също като Кантаджи или Кантаджу (на бенгалски: কান্তজীর মন্দির) е хиндуистки храм в Динаджпур, Бангладеш от XVIII век. Посветен е на бог Кришна и съпругата му Рукмини, което го прави популярен най-вече сред поклонниците на култа Радха-Кришна (събрание на запомнящата се любов) в Бенгалия. 
През 1704 г. Махараджа Пран Натх започва строителството на храма, което завършва при управлението на неговия син Раджа Рамнат през 1722 г. Кантанагар е пример за теракотена архитектура в Бангладеш.
Първоначално храмът има девет кули, но всички са унищожени при земетресение през 1897 г.

## Галерия
- Сравнение
- Изглед на храма отгоре
- Храмът отпред
- Статуя на Радха-Кришна в храма
- Теракота
- Теракота върху колони до входа
- Теракота извън храма
- Теракота
- Описание на храма